# Gaggenau Hausgeräte
Die Gaggenau Hausgeräte GmbH ist ein deutsches Unternehmen in München mit Ursprüngen in Gaggenau im Schwarzwald, welches Einbaugeräte für vorwiegend private Küchen im höchstpreisigen Luxussegment entwickelt, produziert und vertreibt.

## Geschichte

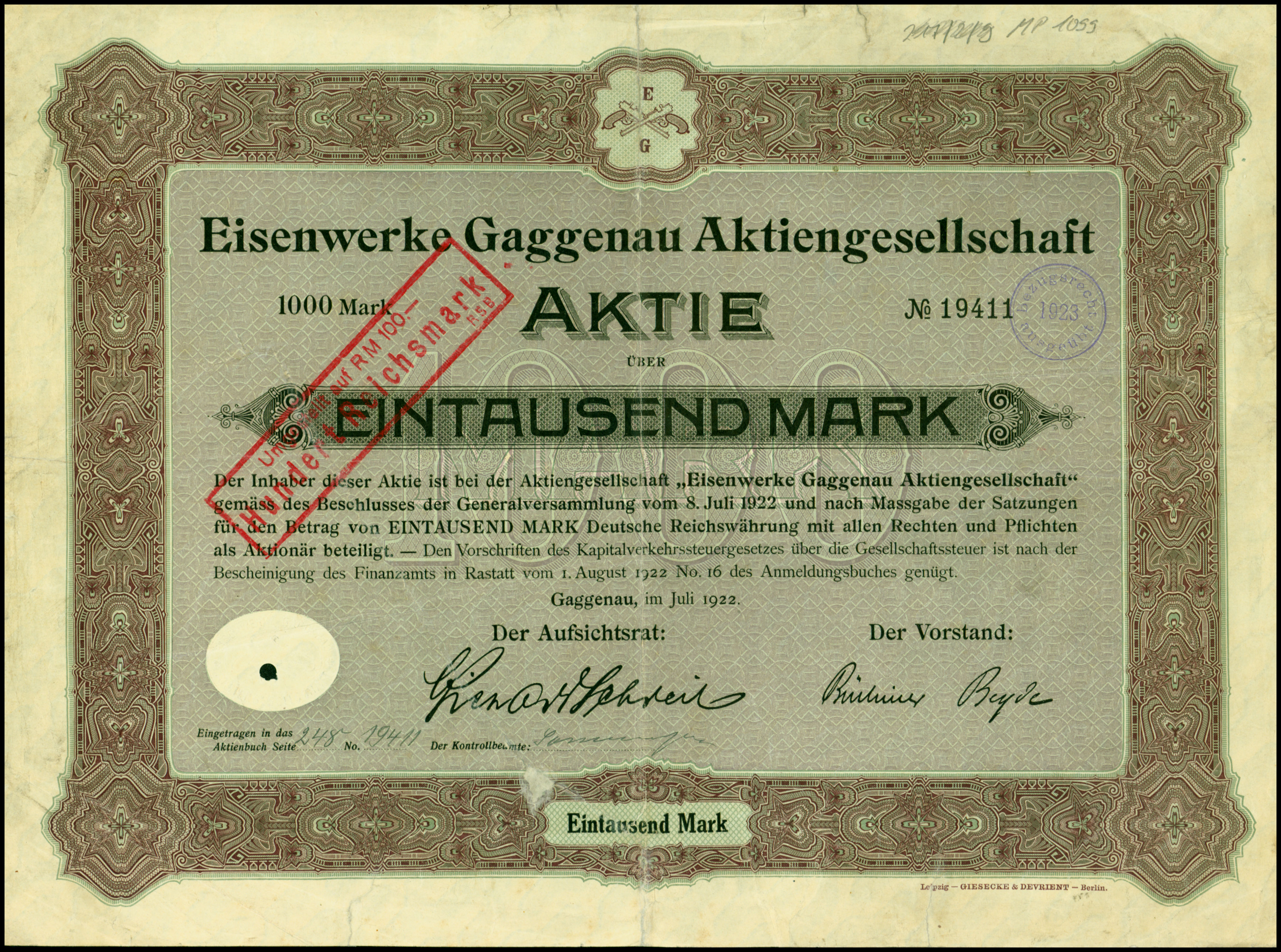
Aktie über 1000 Mark der Eisenwerke Gaggenau AG vom Juli 1922

Die Unternehmensgeschichte begann im Jahr 1683 in Gaggenau mit der Gründung einer Hammer- und Nagelschmiede, den Gaggenauer Eisenwerken, durch Markgraf Ludwig Wilhelm von Baden. Als Gaggenau mit dem ersten Teilstück der Murgtalbahn ans Eisenbahnnetz angeschlossen war, begann ab 1873 Michael Flürscheim den Ausbau der Eisenwerke zum ersten industriellen Großunternehmen des Murgtals. 1879 trat der Erfinder und Unternehmer Theodor Bergmann in das Unternehmen ein, das danach unter anderem um ein Emaillierwerk und eine Kunstgießerei erweitert wurde. Nach Bergmanns Weggang 1893 wurde die Produktion auf den Bau von Fahrrädern, Herden sowie Gusserzeugnissen konzentriert. Bis 1908 wurden 250.000 Fahrräder der Marke Badenia verkauft. 1931 spezialisierte sich Gaggenau nach der Übernahme durch Otto von Blanquet auf Kohle- und Gasherde. Bereits damals setzte man auf sparsamen Verbrauch und erweiterte Ende der 1940er Jahre das Sortiment um elektrische Öfen.
Das Rezept des robusten Backofen-Emails wurde die Basis des Erfolgs der Kohle- und Gasherde, die Gaggenau bis weit ins 20. Jahrhundert herstellte. Internationale Anerkennungen und zahlreiche Design-Auszeichnungen bestätigten die Arbeit der Designer: iF design awards, auch in Gold, Red Dot Design Award und, ebenfalls schon mehrfach, der Good Design Award des Chicago Athenaeum.
Seit 1995 ist Gaggenau ein Tochterunternehmen der BSH Hausgeräte (bis 2015: BSH Bosch und Siemens Hausgeräte), München. Seit 2003 sind dort Geschäftsführung, Design, Marketing und Vertrieb ansässig. Gaggenau ist in über 50 Ländern vertreten. Weltweit sind über 550 Mitarbeiter beim Unternehmen beschäftigt, das im Jahr 2014 einen Umsatz von ca. 200 Mio. Euro erwirtschaftete.

## Produkte
Das Geräteprogramm umfasst Backöfen, Dampfbacköfen, Mikrowellengeräte, Wärmeschubladen, Kaffeevollautomaten, Gas-, Induktions- und Glaskeramik-Kochfelder, Lüftungssysteme, Kältegeräte, Weinschränke, Geschirrspüler sowie Waschmaschinen und Trockner.
Hergestellt werden die Produkte im Stammwerk in Lipsheim, Elsass (Frankreich) sowie weiteren Produktionsstandorten in Deutschland, Spanien und in der Türkei. In Lipsheim, nahe dem Ursprungsort Gaggenau, eröffnete das Unternehmen 2013 ein Markenzentrum mit Präsentations- und Konferenzräumen für Veranstaltungen wie Trainings und Kochschulungen.